# Petrove (Crimea)
|  | Per a altres significats, vegeu «Petrovo». |

Petrove (ucraïnès: Петрове, rus: Петрово, Petrovo) és un poble a la República Autònoma de Crimea a Ucraïna, que el 2014 tenia 446 habitants. Pertany al districte de Bilohirsk. Des del 2014 és annexionat il·legalment per Rússia.